# Панцер V Пантер
Панцер V (Sd.Kfz. 171) је био немачки средњи тенк који се користио у последња 24 месеца Другог светског рата.

## Развој
Како се комбинација тенкова Панцер III и Панцер IV показала успешном на ратиштима у западној Европи и северној Африци Немачка је још 1940. године обуставила сав развој потенцијалних нових модела сматрајући да ће добити рат пре него што они постану застарели. Неугодно изненађење борбених сусрета тих модела са Т-34 и КВ-1 у Совјетском Савезу је разбило то уверење и довело до тога да је у новембру 1941. Хитлер издао наредбу о производњи новог тенка који ће првобитно имати име Панцер V. Такмичење за изградњу новог тенка између Шкоде, Дајмлер-Бенца и МАН-а је добио овај потоњи у лето 1942. са својом унапређеном копијом совјетског Т-34. Почетак производње новог тенка догодио се тек у децембру 1942. године. По наређењу Хитлера овај тенк добија 1944. године име Пантера .
Рад на наследнику Панзер IV серије је почео још 1937. Развој је био спор, тако да су се тек 1941. појавила два прототипа. Произвођачи су били Хеншел (модел VK 3001 (H)) и Порше (модел VK 3001 (P)). Спадали су у класу тенкова од 30 до 35 тона. Одустало се од даљег развоја и приоритет је добио чувени тенк Тигар. Када је немачка војска јуна 1941. напала Русију доживела је непријатан шок у виду тада монструозног тенка из КВ серије као и за класу лакшег Т-34. Руске оклопне јединице тада још нису комуницирале радијом, нити су биле довољно обучене, тако да нису имале већег утицаја на развој ситуације све до Стаљинградске битке.
Као одговор на ово, Хитлер је 25. новембра 1941. наредио да се почне развој новог 30-тонског тенка наоружаног са 75mm топом. За куполу је био задужен Рајнметал-Борсиг док су тело тенка радили Дајмлер-Бенц и МАН. Марта 1942. Дајмлер-Бенц је први представио прототип VK 3002 који је био базиран на претходно одбаченом VK 3001. Ово је у суштини било модификовани Т-34. Постојале су две верзије са различитим суспензијама.
МАН је завршио своју верзију почетком пролећа 1942. маја 11. 1942. VK 3002 је званично назван Пантер, а одмах затим је 14. маја одржан упоредни тест прототипова, после чега је МАН-ов званично пуштен у производњу иако је пре тога Хитлер наредио да се направио 200 тенкова које је Дајмлер-Бенц представио. Одлука је преиначена након проблема који су уочени, а за које би било потребно време да се исправе. Велики проблем би такође представљала велика сличност између Пантера и Т-34. Чак је и Шкода представила свој модел назива Т-25 заснованог на Т-34, али је и он одбачен.
Производња је била зацртана за децембар 1942. И то са 75mm топом L/100, на коме је инсистирао Хитлер лично. Пошто топ дужине Л100 још увек није био развијен прешло се на краћи, KwK 42 L/70, који је био у стању да пробије оклоп дебљине 150mm на растојању од 1000m и тиме постигне боље резултате од Тигровог 88mm топа. Овиме је добијен изврстан тенк практично без мана. Уграђивање широких гусеница и јаког мотора је омогућило мањи специфични притисак и тиме се добило на управљивости. Ово је такође први немачки тенк са оклопом “под углом”. За разлику од Т-34 серије, Пантер је имао велике преклапајуће точкове као и првокласну суспензију чиме су омогућене велике брзине по лошем терену.
Прва серија од 20 комада је названа Панцеркампфваген V Пантер Аусферунг А и разликовала се од касније серије А. Били су лако оклопљени (60mm предњег оклопа), са мотором од 600КС (Мајбах ХЛ 210 П 45) И раном верзијом KwK 42 L/70 топа. Ови модели су касније названи Д1 и коришћени само за тренинг и обуку.
У децембру 1942. почела је са производњом нова серија – D. Наређена је производња од 250 комада до 12. маја 1943, а наредних 750 да буду готови што пре. Први Пантер верзије D је изашао из фабрике 11. јануара 1943. Главна унапређења су боља оклопљеност, нова верзија топа, као и купола. Првих 250 тенкова везије D је имало исте моторе као и Д1, а главна бољка је био бочни оклоп од само 40 до 50 милиметара. Прво борбено служење Пантер је доживео у операцији Цитадел, другачије званом Курска битка. Са њиме се први пут појавио и ловац на тенкове Фердинанд (Сд. Кфз 184). Многи нису ни учествовали због проблема са мотором, трансмисијом и суспензијом који су тек касније решени. Сам Хајнц Гудеријан је признао да су превише подложни пожару. Само 43 Пантера од почетних 250 је било у исправном стању. Следећих 600 тенкова из серије су добили обележје Д2. Имали су ливену командирову турелу, јачи мотор од 700КС (ХЛ 230 П 30) као и додатни оклоп са стране.
Следећа верзија је била најбројнија у бици на Нормандију. То је верзија А, и до маја 1944. укупно 2200 Пантера ове серије је урађено. Урађена је нова купола, додат куглични МГ34 у предњем оклопу, као и држач на куполи за МГ34 који се користио против авиона. За време експлоатације, укупно пет различитих издувника је коришћено.
Претпоследња и најбројнија серија припада верзији Г. Са производњом је почето марта 1944. и до априла 1945. је произведено око 2950 тенкова. Визир на предњем оклопу за возача је уклоњен, а касније је додат перископ. Редизајниран је простор за мотор као и издувни систем. Такође је било планирано да се користе челичне облоге на точковима уместо гумених, али је само мала серија од 24 тенка произведена са овим додатком.
Последња генерација није практично ни постојала али би имала доста боље перформансе. Верзија Ф би имала бољу оклопљеност, тотално нову уску куполу (Шмалтурм), и KwK L/100 и само са челиком обложеним точковима. Само један прототип је комплетно урађен док постоје непотврђене информације да их је урађено још неколико између априла 20—23. тако да је могуће да су учествовали у борби.

## Производња
МАН дизајнерско решење је такође имало боље газно решење, лакше одржавање топа, бољу мобилност услед боље суспензије, шире гусенице и већи резервоар за гориво. Основни челични прототип је креиран септембра 1942 године И после тестирања у Кумерсдорфу је и официјелно прихваћен. Моментално је пуштен у производњу. Старт производње је ипак одлаган највише јер је било тек неколико машина које су биле потребне за изградњу трупа. Први тенкови су завршени у децембру и имали су великих проблема са поузданошћу углавном као данак журби у изради. Потражња за овим тенком је била толико велика да је производња ускоро проширена изван МАН-а у фабрике: Daimler-Benz, Maschinenfabrik Niedersachsen Hanover i Henschel & Sohn. Иницијални план је био да се производи 250 тенкова месечно у МАН фабрици у Нирнбергу. Ова цифра се касније повећала на 600 јединица месечно у јануару 1943. Упркос напорима овај амбициозни план никада није остварен услед прекида изазваних савезничким бомбардовањем И проблема у производњи. Производња у 1943 години је била 148 возила месечно. 1944 производња је порасла на 315 тенкова месечно док је свој врхунац постигла у јулу са 380 возила. Производња је завршена крајем Марта 1945 када је укупан број произведених возила достигао цифру око 6000. Број возила на фронту је достигао свој врхунац у Септембру 1944 године када је оперативно било 2304 тенкова овог типа, али је истог месеца пријављен и рекордан број губитака: 648.
Савезничко бомбардовање Мајбах фабрике мотора наведено је као прва препрека у продукцији Пантер И Тигар тенкова. Она је бомбардована у ночи између 27 и 28. априла 1944 године и производња је угашена на пет месеци. Бомбардовање Пантер производних линија је почело разарањем ДМ фабрике 6. августа 1944 И поново у ноћи између 23 и 24. августа. Ман фабрика је бомбардована 10 Септембра, 3 Октобра и 19 Октобра 1944, и поново 3. јануара и 21. фебруара 1945. МНХ Фабрика није нападнута до 14 и 28. марта 1945. Као додатак сметњи у производњи тенкова, бомбардовања су такође довела и до великог пада у производњи резервних делова. Производња резервних делова је опала са 25-30% у 1943 на 8% у јесен 1944. Ово је само продубило проблем са поузданошћу и бројем оперативних Пантера тако да су се покварени тенкови често растурали ради добијања резервних делова. Пантер је био треће највише произвођено оклопно возило у Немачкој током другог рата, после СтуГ III (9408 комада) и Панзер IV (8298 комада).
| Продукција по типу возила  |       |              |                          |
| Модел                      | Број  | Датум        | Напомена                 |
| Прототип                   | 2     | 11/42        | V1 I V2                  |
| Ausf. D                    | 842   | 1/43 do 9/43 |                          |
| Ausf. A                    | 2,192 | 8/43 do 6/44 | Такође знан као Ausf. A2 |
| Ausf. G                    | 2,953 | 3/44 do 4/45 |                          |
| Befehlspanzer Panther      | 329   | 5/43 do 2/45 | Конверзија               |
| Beobachtungspanzer Panther | 41    | 44 do 45     | Конверзија               |
| Bergepanther               | 347   | 43 do 45     |                          |

| Продукција у зависности од произвођача     |                    |
| Произвођач                                 | % од укупног броја |
| Maschinenfabrik Augsburg-Nürnberg (M.A.N.) | 35%                |
| Daimler-Benz                               | 31%                |
| Maschinenfabrik Niedersachsen-Hannover     | 31%                |
| Остали                                     | 3%                 |

| Производња тенкова Пантер |      |      |      |      |     |     |     |      |      |      |      |      |        |
|                           | Јан. | Феб. | Март | Апр. | Мај | Јун | Јул | Авг. | Сеп. | Окт. | Нов. | Дец. | Укупно |
| 1943                      | 4    | 18   | 59   | 78   | 165 | 160 | 202 | 120  | 197  | 257  | 209  | 299  | 1768   |
| 1944                      | 279  | 256  | 270  | 311  | 345 | 370 | 380 | 350  | 335  | 278  | 318  | 285  | 3777   |
| 1945                      | 211  | 126  | 102  | ?    |     |     |     |      |      |      |      |      | 439    |

Укупно за период од јануара 1943 до марта 1945 године било је направљено 5984 танка «Пантер».

### Трошкови производње
Производња Пантер тенка је коштала око 117,000 Рајхсмарака(РМ). Трошкови производње неких других возила су: СтуГ III 82.500 РМ, Панцер III 96.163, Панцер IV 103.462 и 250.800 за Тигра I. Ове цене не укључују трошкове наоружања и радио опреме. Ако узмемо просечну цену по тони Пантер је био најекономичнији Немачки тенк у Другом светском рату. Такође треба узети у обзир да су трошкови израде опадали током рата као резултат сталних напора Немачке индустрије да оптимизује производни процесс. Пример је цена Тигра I која је у раној производњи била 800,000 РМ док се током 1944 године спустила на 250,000 РМ.

## Мотор
Првих 250 Пантера су имали Maybach HL 210 P30 мотор, V-12 бензински агрегат који је имао 650 кс са 3000 обртаја и имао је три једноставна филтера за ваздух. Почев од Маја 1943 Пантери су добијали Maybach HL 230 P30 V-12 мотор од 690 кс. Како би се остварила уштеда алуминијума блок мотора од лагане легуре је замењен блоком од ливеног гвожђа. Вишестепени “Циклон” филтери су додати да аутоматизују неке од процеса уклањања прашине. У пракси је због коришћења бензина лошег квалитета излазна снага мотора је била смањена. Са капацитетом од 700 литара горива Пантер је могао да пређе 97-190 км на путу или 64-80 км на отвореном терену.Maybach HL 230 P30 V-12 је мотор веома компактног дизајна са минимумом простора између цилиндара. Радилица је састављена од седам дискова сваки са спољним котрљајућим лежајевима. Побољшани лежајеви су додати у новембру 1943 године пошто су првобитни били чест узрок кварова. Одељак мотора је дизајниран тако да буде водоотпоран како би тенк био у могућности да прелази потопљене површине. Резултат је био слабо проветрен моторни простор који је често доводио до прегревања. У првим верзијама доводи горива су били од порозног материјала што је доводило до цурења горива и пожара. Додатна вентилација је инсталирана како би се отклонили ови проблем али они су били само ублажени. Пантер је иначе имао додатну заштиту између моторног И дела за посаду што је спречавало ширење пожара. Мотор је током времена постао поузданији мада је просечан животни век мотора био од 1000 до 1500 km.

## Оклоп
Прве верзије Пантера су имале предњу каљену плочу под благим нагибом али како су АП-гранате за пробијање оклопа постале стандард у свим армијама ова особина је промењена па су следеће верзије од Августа 1943 добијале хомогену челичну плочу. Предња плоча је имала дебљину од 80мм и била је закривљена за 55 степени вертикално. Комбинација солидне дебљине плоче као и закривљености значила је да би га ретко које Совјетско или савезничко оружје могло пробити. Бочни оклоп је био много тањи (40-50мм). Тање бочне плоче су биле неопходне да би се укупна маса возила одржала унутар разумних граница али је то начинило Пантера рањивим на бочне нападе већине савезничких тенкова и противтенковских оруђа. Немачка тактичка доктрина је наглашавала важност заштите од бочних напада, 5мм дебео бочни оклоп такозвани Сцхурзен је додат са обе стране трупа. Зиммерит као антимагнетна паста се почео примењивати од Новембра 1943 године, чак је и стигло наређење да се свим Пантерима који нису добили ову заштиту фабрички, она примени на терену. У Септембру 1944 године наређено је да се обустави примена Зиммерит-а на основу гласина да погодак у исти изазива пожаре на возилима. Неким возилима је посада качила резервне гусенице око куполе и трупа покушавајући тиме да повећају ефективни оклоп. Задњи део тенка је имао најслабији оклоп, само 16мм. Како је рат напредовао Немачка је имала све мање ресурса потребних за квалитетну производњу челика (никл, тунгстен, молибден и магнезијум) што је резултовало лошијом отпорношћу челика на удар у односу на раније моделе. Манган из Украјине је постао недоступан кад је Немачка изгубила контролу ове територије у Фебруару 1944 године. Савезничка бомбардовања Норвешке су стопирала доставу молибдена, остале потрепштине из Финске и Јапана су такође биле недоступне. Губитак молибдена и његова замена другим материјама као и губитак контроле квалитета довеле су до кртости оклопа, који је развио тенденцију да пукне при удару гранате.
Као закључак можемо рећи да је Пантеров оклоп био одличан ако узмемо намену за коју је прављен а то је борба са одстојања на отвореном простору. Проблеми са оклопном заштитом настају када је услед недостатака ратних средстава покушана употреба овог тенка на неадекватан начин. Дејства у градској средини довела су до изложености бочног оклопа као и задњег оклопљеног дела где је заштита минимална. Пантер никако није био тенк за блиску борбу и сваки покушај овакве примене имао је катастрофалне последице. Такође јако лош квалитет немачког челика крајем рата додатно је уназадио ефектност оклопа

## Наоружање
Главни топ је био 7.5 cm Rheinmetall-Borsig KwK 42 (L/70) са полуаутоматским избацивањем чауре и магацином од 79 граната (верзија Г је имала 82 гранате у магацину). Топ је користио три врсте муниције: АПЦБЦ-ХЕ (Пзгр. 39/42), ХЕ (Спргр. 42) анд АПЦР (Пзгр. 40/42), док је последња наведена углавном била у несташици. Иако топ био стандардног калибра Пантеров топ је био један од најмоћнијих тенковских топова у Другом светском рату услед великог погонског пуњења и дуге цеви, што му је давало велику брзину пројектила и пробојну моћ. Равна путања пројектила је такође
омогућавала много прецизније гађање мете и на великим удаљеностима. Велика брзина пројектила је такође давала већу шансу погађања покретне мете. Пантеров топ је имао већу пенетративну моћ од Тигровог топа 88мм иако је 88мм пројектил правио већу штету при пенетрацији. Тенк је типично имао два митраљеза МГ 34 специфичне верзије прилагођене за употребу на оклопљеним возилима са карактеристичним оклопним лежиштем. МГ-34 митраљез био је лоциран коаксијално у односу на топ тенка на мантлету куполе, идентични митраљез био је лоциран на предњој плочи којим је иначе управљао радио оператер. Иницијални модели Аусф. А су имали правоугаони поклопац који се дизао при коришћењу митраљеза. Ово решење је напуштено јер је поклопац митраљеза представљао слабу тачку у оклопу. Касније верзије Аусф. А и све верзије Аусф. Г (у периоду крај Новембра – почетак Децембра 1943) имале су лоптасто вешање митраљеза монтирано у предњу плочу.

## Купола
Предњи део куполе је био 100 мм дебео мантлет од закривљеног ливеног челика. Овај попречно цилиндрични облик давао је већу шансу да граната скрене или се одбије. Ово је ипак креирало могућност да зрно гранате скрене у део између куполе и тела тенка, што је доводило често до глављења куполе или до пробијања танке горње плоче возила. Овакве пенетрације горњег оклопа имале су катастрофалне последице јер су се ту налазили радио оператер, возач као и систем трансмисије тенка. Још горе између радио оператера, возача и куполе се налазило се четири магацина који су садржали муницију топа од 75мм. Повремене експлозије при пенетрацији су се дешавале.
Од Септембра 1944 године појавио се редизајниран мантлет са продуженим доњим делом којим су опремани тенкове Аусф. Г серије. Ова модификација је извршена како би се спречила непредвиђена скретања гранате. Ова конверзија је била постепена и одвијала се све до краја рата 1945. У већини случајева Пантеров мантлет није могао бити пробијен топом Америчког М4 нити топом од 76,2 мм какав је имао Совјетски Т-34. Ипак штету му је могао нанети топ од 100 мм (и то са удаљености не већој од 100м) какав су имали неки Шерман тенкови као и топом од 122мм Совјетског ИС-2 тенка (са удаљености до 500м). Такође опасност је постојала од Британског антитенковског топа QF-17 који је био убојит на удаљености од чак 2300 m али само при коришћењу АПДС муниције. Бочне стране куполе од 45мм дебљине биле су рањиве на велики дијапазон савезничких оружја. Промера ради топ тенка М4 од 75мм га је могао пробити са удаљености од 1500 m. Ово су били главни разлози за развијање нове куполе “Schmalturm”
Почев од Аусф. А модела уводи се нова ливена командирска купола која је умногоме била лакша и јефтинија за производњу. Ова нова купола је имала и полукружни носач за додатни МГ-34 митраљез који је могао бити накачен као противавионско оружје мада се ретко заиста и користио у борби.
Прве верзије Пантера (Аусф. Д) су имале хидраулични мотор који је окретао куполу максималном брзином од једне револуције по минуту у зависности од брзине мотора. Брзина је побољшана са Аусф. А серијом увођењем хидрауличне трансмисије која је опет зависила одброја обртаја мотора. Пун окрет је трајао 46 секунди при раду мотора од 1000 рпм али само 15 секунди при броју обртаја од 3000 рпм. Овакво решење је представљало благу слабост јер јер окретање куполе захтевало уску координацију између возача и стрелца. На пример, купола М4 тенка је правила пун круг за 15 секунди и била је независна од броја обртаја мотора, што му је дало предност над Пантером у блиској борби на скученом простору. Као што је било уобичајено на тенковима тог периода и Пантерова купола је имала систем ручног окретања за фино подешавање нишана.

## Складиште муниције
Систем складиштења муниције је био слаба тачка. Сва муниција главног топа је била ускладиштена у трупу тенка са значајном количином муниције у висећим носачима куполе. У Аусф. А и Аусф. Д моделима, 18 граната је било ускладиштено са обе стране куполе што је чинило укупни број од 36 граната у куполи. Аусф. Г верзија је имала веће носаче па је по 24 гранате било са сваке стране куполе, чинећи укупан број од 48 граната у куполи. У свим моделима 4 гранате су биле у носачу између возача и куполе. 36 додатних граната је било ускладиштено у телу тенка (Аусф. А и Аусф. Д) , 27 на предњем делу корпуса испод мантлета куполе. Код верзије Аусф. Г муниција у трупу је сведена на 27 укупно док је у предњем делу било 18 граната. У свим моделима 3 гранате су биле испод лежишта куполе.
Танки бочни оклоп Пантера могао је бити пробијен многим савезничким оружјима што је створило могућност честог експлодирања магацина муниције који су били са леве и десне стране тела тенка. Пунилац топа је био стациониран на десној страин куполе. Са куполом окренутом унапред пунио је могао директно да досегне само десни носач у куполи и корпусу тенка, тако да су ове две локације коришћење као главни магацин муниције.

## Оперативна историја
Први Пантери су били достављени да формирају 51 тенковски батаљон 9. јануара 1943 и касније 6. фебруара 1943 при формирању 52 тенковског батаљона. Машине ране продукције су имале више механичких проблема. Мотор је био опасно осетљив на прегревање и имао је проблем са кугличним лежајевима и електричним инсталацијама. Бензин је цурио из карбуратора и водова као и моторно уље што је лако доводило до пожара у моторном делу, више возила је овако уништено. Кварови у трансмисији су били најчешћи и најтежи за поправку. Велики број других проблема је детектован тако да су од Априла до Маја 1943 сви Пантери били послати у Фалкенсе и Нирнбург на дораде. Ово није отклонило све проблеме тако да је следећа дорада била у Графенверу и Ерлангену у Јуну 1943.

### Источни фронт
Пантер је био неопходан за предстојећу операцију Цитадела и напад је био одлаган више пута управо због механичких проблема, са евентуалним почетком операције само шест дана по пристизању задњег контингента Пантера. Управо због тога су се појавили велики проблем са посадама као последица недовољне обучености, недостатка тактичког тренинга, координација радијом као и обука возача. Тек у јуну 1943. је 200 ремонтованих Пантера испоручено Пантер пуку вон Лаухерт – четврте панцер армије. Два су одмах била изгубљена услед пожара на мотору при искрцавању из возова. До 5. јула када је битка код Курска почела само су 184 тенка била оперативна. У следећа два дана овај број је опао на 40. Генерал Хајнц Гудеријан je 17. јула 1943 године, када је Хитлер наредио престанак немачке офанзиве, послао је следеће прелиминарне процене Пантера:
Услед акције непријатеља и механичких кварова борбена снага је опала рапидно током првих неколико дана. До вечери 10. Јула било је само 10 оперативних Пантера на првој линији фронта. 25 возила је уништено у потпуности.од тога 23 је изгорело после поготка док су 2 изгорела услед проблема са мотором.100 Пантера чека поправку (56 је оштећено у борби док 44 имају механичке проблеме) 60 процената механичких кварова може бити лако поправљено, 40 Пантера је већ поправљено и на путу су ка фронту. Око 25 покварених још увек нису извучени са фронта. Увече 11. јула 38 Пантера је било оперативно, 31 је отписан док 131 чека поправку. Слабо повећање борбене моћи је видљиво. Велики број губитака од погодака (81 Пантер до 10. јула) сведочи о тешким борбама. 
Током Курске битке Пантери су забележили 267 уништених непријатељских тенкова. Каснији извештај 20. Јула 1943 године био је: 41 тенк оперативан, 85 за поправку, 16 тешко оштећених и захтевају поправку у Немачкој, 56 изгорела услед деловања непријатеља и 2 уништена у моторним пожарима. Међутим пре него што је Немачка армија завршила офанзиву Совјети су прешли у противнапад и успели да натерају Немце у повлачење, тако да је извештај од 11. августа 1943 показао да је остало само 9 оперативних Пантера. Немачка војска је била приморана на повлачење у борби што је резултирало повећаним губицима као и минирањем покварених возила како не би пала у руке непријатељу.
Током битке за Курск Пантер је показао способност да уништи било које Совјетско оклопно возило са велике удаљености и имао је веома висок коефицијент уништених возила. Међутим чинио је мање од 7 процената од укупних 2400-2700 оклопних снага Немачке армије, такође његова ефикасност је била ограничена честим механичким проблемима. Његова највећа историјска улога је вероватно била негативна јер је управо одлагањем операције Цитадела Совјетска војска имала довољно времена да изгради огромну концентрацију минских поља, против-тенковских топова, ровова и артиљеријске одбране. Одлагање операције Цитадела је било услед кашњења производње Пантера. Након губитака у бици код Курска немачка војска је била у константном повлачењу против Црвене армије. Број Пантера се полако повећавао на Источном фронту, оперативна процена је порасла док се поузданост повећала. 1944 године Гудеријан је известио: “Готово све механичке грешке су отклоњене” Иако су неке јединице наставиле да пријављују механичке проблеме поготово са трансмисијом, бројчано надјачани Пантери су коришћени као мобилне резерве за одбијање већих напада. Највећи број Пантера на Источном фронту је био Септембра 1944 године када је пријављено 522 оперативна возила од укупних 728. До краја рата Немачка је наставила да држи већину Пантера на Источном фронту где се ситуација константно погоршавала за Немачку страну. Задњи забележени статус је гласио 361 оперативно возило од 740 присутних на фронту. У то време Црвена армија је већ ушла у источну Пруску и напредовала кроз Пољску.
У августу 1944. године Пантери су били распоређени у Варшави током устанка као мобилна артиљерија и као подршка пешадији. Најмање два су била заробљена у раним данима конфликта и коришћена у акцијама против Немаца укључујући и ослобођење Гесиовка концентрационог логора 5. августа, када су војници “Вацек” вода искористили заробљени Пантер (под именом Магда) да униште бункере и осматрачнице логора. Већина Немаца у логору је убијено, побуњеници су изгубили двоје људи док је ослобођено 350 логораша. После неколико дана ова возила су онеспособљена услед недостатка горива и акумулатора, запаљена су да не би поново пали у руке Немачкој војсци.

### Западни фронт - Француска
У време инвазије на Нормандију постојала су само два пука опремљена Пантер тенковима са укупно 156 Пантера укупно. Од јуна до августа 1944 додатних седам Пантер пукова су послата у Француску, достижући максималну снагу од 432 тенка по извештајима од 30. Јула 1944. Већина немачких тенковских снага у Нормандији (шест и по дивизија) биле су увучене у борбу око града Кана где су се сукобиле са англо-канадским снагама 21 армије. Небројене борбе око и у граду постале су познате као битка за Кан. Борба се одвијала на скученом делу у самом граду али и у предграђима где је постојало доста отвореног простора за деловање тенкова где је било могуће напасти непријатељске оклопне јединице са великог растојања. Насупрот томе британске јединице су биле опремљене одличним 17-фунташким антитенковским топовима, који су такође били и на неким тенковима М4 Шерман чинећи их једнако убојитим по Пантере. Британци су кренули са модификовањем тенкова М4 и заменама главног наоружања 17-фунташким топом (надимак Фајерфлај) пре искрцавања на Нормандију. Иако је тек сваки четврти Шерман имао овај топ, убојитост ове варијанте чинила их је примарним метама немачке одбране. Америчке снаге су биле сукобљене против једне и по Панцер дивизије, углавном Панцер Лер дивизије која се борила у тешком и ниском терену западно од Кана. Против савезничких Шермана, Пантер се доказао најефективнији у дејствима са одстојања. Његов оклоп и супериорни топ су омогућавали да делује са удаљености са којих Шерман није могао да узврати. Ипак Пантер се лоше показао на скученом терену и у градској борби, такође био је осетљив на нападе са бокова.
Командант Панцер Лер дивизије генерал Фриц Бајерлин поднео је рапорт о тешкоћама Пантера на затвореним теренима:
Док Панцер IV и даље може да се сматра одговарајућим у тренутној ситуацији Панцер V (Пантер) доказао се као лоше адаптиран терену. Шерман због своје величине и маневарске способности се показао добро док је Пантер слабо адаптиран жбуновитом терену. Дугачка цев топа и ширина тенка смањују маневарске способности у борби по селима и шумовитим теренима. Терен је јако тежак због чега долази брзо до трошења предњих редуктора који су направљени од лошег челика. Веома осетљив систем трансмисије захтева добро обучене возаче, висока силуета, слаб бочни оклоп, горњи оклоп осетљив на ваздушне нападе, доводи горива од порозних материјала који омогућавају цурење и повећавају опасност од пожара. Одсуство визира чини одбрану у блиској борби немогућом.
Од Септембра до Октобра серија нових Панцер бригада је опремљена и послата на Западни фронт како би покушале да зауставе напредовање савезника противнападима. Ова ситуација је кулминирала у бици код Аракорта (18-29. септембар 1944) у којем су немачке снаге претрпеле тешке губитке у борби против 4. оклопљене дивизије Патонове Треће армије које су и даље биле примарно опремљене топом од 75мм и ипак изашле из битке са само пар губитака. Јединице Пантера су биле новоформиране, слабо обучене и тактички неорганизоване. Већина јединица је страдала у заседама против искусних америчких посада.

### Западни фронт – Арденска офанзива
Статусни извештај од 15. децембра 1944. године навео највећу ангажованост Пантера од 471 возила, од чега је 336 (71%) било оперативно. Ово је било дан пред почетак битке за избочину, 400 тенкова послатих на Западни фронт били су у јединицама предодређеним за офанзиву. Пантер је поново показао своју ефикасност у отвореној борби где је неугрожен могао да делује на непријатеља и слабост при блиској борби у малим градовима Ардена где су претрпели тешке губитке. Статусни извештај од 15. јануара 1945 показали су да је само 97 Пантера преживело борбена дејства од 282 која су учествовала у операцији. Укупни губици били су 185. Пантер маскиран као М10 ловац тенкова учествовао је у операцији “Крст” са укупно пет возила Панцер бригаде 150. Пантерима су наварене додатне плоче и обојени су америчком зеленом бојом и карактеристичним ознакама. Ово је спроведено као део веће операције у коју су укључени војници прерушени у америчке униформе. Прерушени Пантери су разоткривени и уништени.
У фебруару 1945. године 8. оклопна дивизија са укупно 271 Пантера је пребачена са Западног на Источни фронт. Само пет Пантер батаљона је остало на западу.

## Најпознатији Командир Пантер тенка
Најпознатији командир Пантера је свакако Ернст Баркман, носилац Витешког крста, човек који се неколико пута пробијао кроз непријатељске линије да би спасао свог Пантера. Свој орден је заслужио акцијом током које је уништио 15 америчких тенкова, а затим се и пробио из америчке блокаде града, притом шлепајући још једног Пантера за собом. Пошто су оба касније изгубљена због ватре, они су се пешке вратили до својих линија након пређених 7 km под непријатељском ватром. После тога је учествовао у операцији Стража на Рајни, где је успео да са Пантером, коме је било блокирана купола, уништи неколико Шермана и извуче се на сигурно. Касније на Источном фронту се борио у последњим данима 2. СС оклопне дивизије Рајх. До краја рата Ернст Баркман је имао уништених око 80 савезничких тенкова. Учествовао је у операцијама око Кракова, Курској бици, Арденској офанзиви и Нормандији.

## Варијанте
Једина практична пренамена овог тенка била је у ловац тенкова Јагдпантер (ловећи пантер) који је произвођен 1944. и 1945. године. То је био Панцер V без куполе, али с топом од 88 mm и јачим оклопом што га је учинило веома тешким противником за савезничке тенкове. Произведено их је 392 комада.
- Befehlswagen Ausf D/A/G (Sd.Kfz.267) – командни тенк,
- Beobachtungspanzer Panther Ausf D – извиђачки тенк,
- Bergepanther (Sd.Kfz.179) – возило за поправку,
- Munitionspanzer Panther – носач муниције,
- Panzerjager Jagdpanther (Sd.Kfz.173),
- Flakpanzer V Coelian - 2 x 37mm/55mm AA
- Flakpanzer V / Grille 10 – AA, прототип,
- Minenraumpanzer Panther- тенк за чишћење мина (прототип),
- Ramschaufelpanzer Panther – тенк булдожер,
- Grille 12 - 128mm K 43/44 - самоходна (планирано),
- Skorpion - 128mm K 43 - самоходна (планирано),
- Grille 15 - 150mm sFH 43/44 - самоходна (планирано),
- 88 AA Panter,
- Sturmpanther - 150mm StuH 43/1 - самоходна,
- Пантер са 105mm лансером ракета,
- Пантер II

### Каснија употреба
Најмасовније је Панцер V после рата користила Француска која их имала у саставу своје војске до почетка педесетих година. У мањем броју коришћен је и у Бугарској, Чехословачкој, Мађарској, Румунији и Југославији. Израел је искористио Пантеров топ за модификацију Шермана под називом Супер Шерман.